# 新潟日報メディアシップ
新潟日報メディアシップ（にいがたにっぽうメディアシップ）は、新潟県新潟市中央区万代三丁目にある超高層ビル。

## 概要
新潟日報社の本社屋と、一般向けのテナントスペースおよび公共スペース、立体駐車場からなる多機能複合型ビルで、高層部は地上20階建、全高105mを有する。
2012年（平成24年）に新潟日報が創刊70周年を迎えるにあたって記念事業の一環として建設され、2013年（平成25年）1月末に竣工、同年2月4日の竣工式をもって本社登記を同地へ移転し、その後西区善久の旧本社（現在の黒埼本社）から本社機能の移転作業および各テナントスペースの入居作業が進められ、4月12日の「出航式」をもってグランドオープンを果たした。

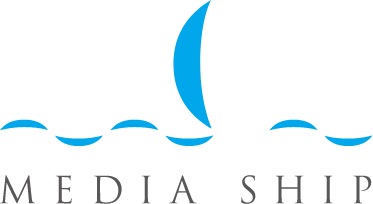
メディアシップのロゴマーク

中央区中心部を流れる信濃川の下流部右岸側近くに所在し、正面入口は萬代橋通りと東港線が交差する東港線十字路交差点に面し、万代シテイに隣接する立地条件下にある。萬代橋側に面する南側は「人をつなぐ、時間をつなぐ、まちをつなぐ『現代の北前船』」という建設コンセプトに基づいて、北前船の帆をモチーフに緩やかなカーブを描いたデザインになっており、夜間には両端部に取り付けられたLEDによる「ライトセイル（光の帆布）」と呼ばれるライトアップが行われる。また施設のシンボルマークにも帆を張る北前船と、日本海と信濃川の水面を模したデザインが用いられている。

## 歴史

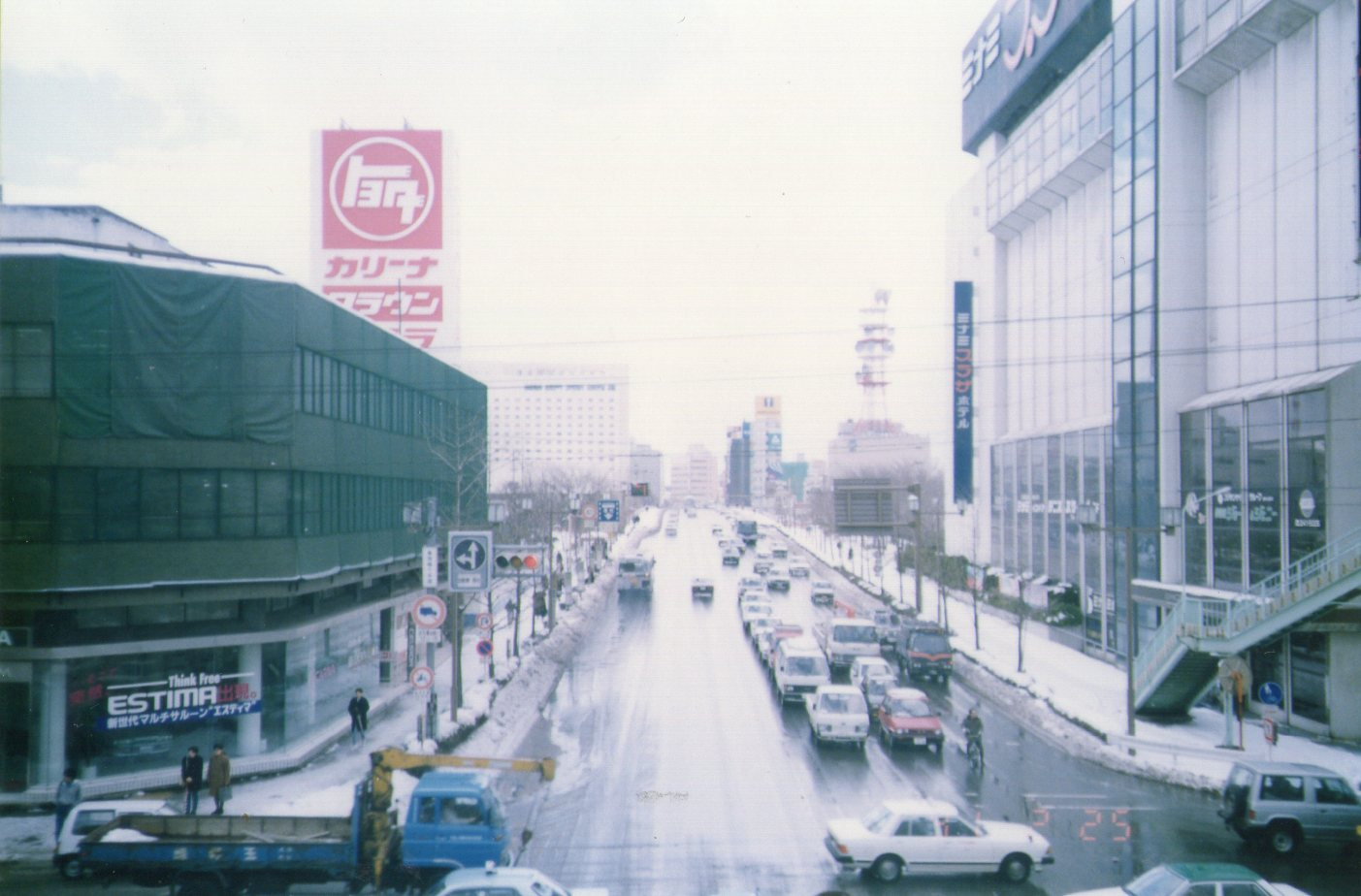
当ビルの建設地に2008年まで所在していたミナミプラザ（右、1991年2月）

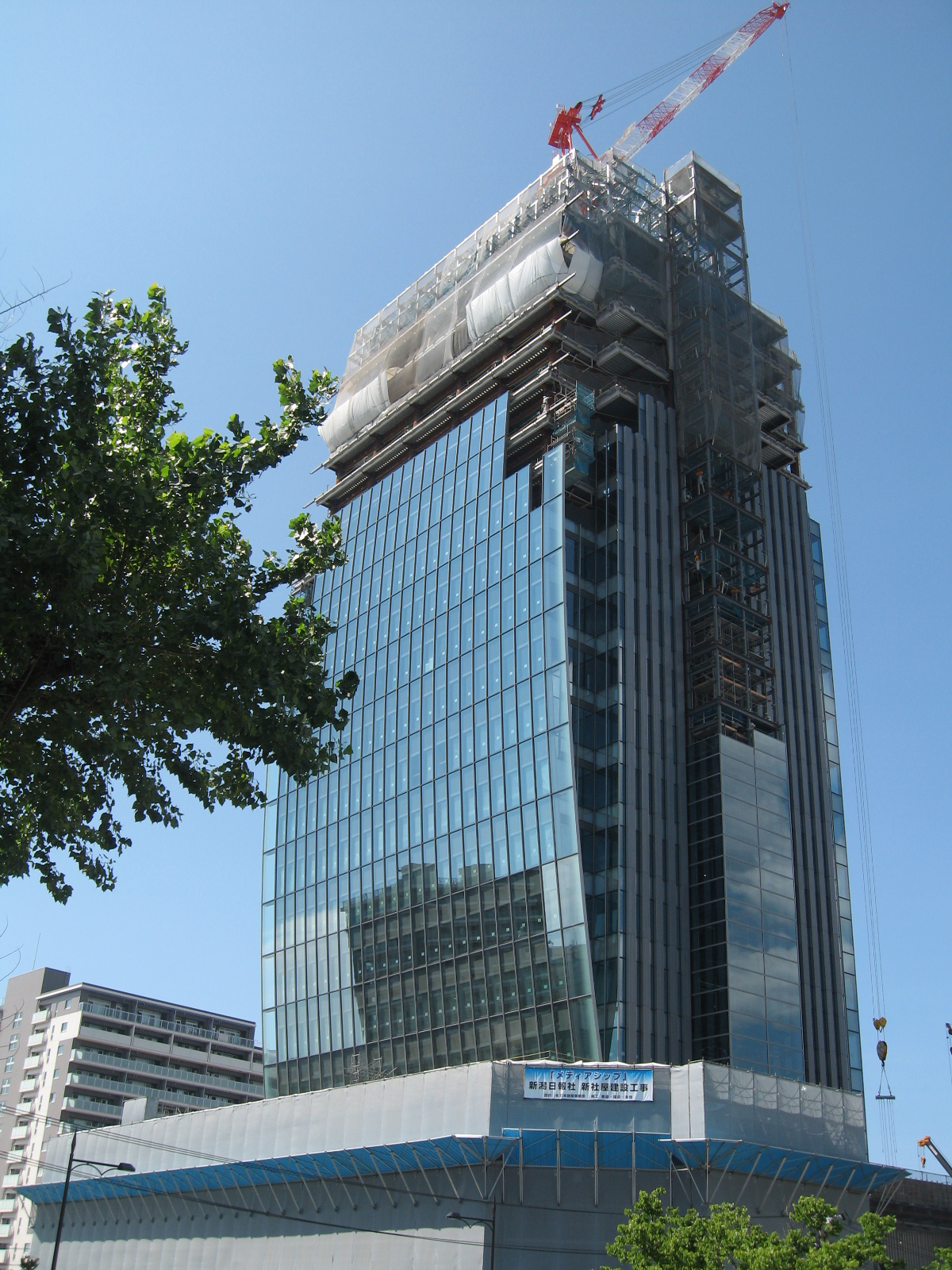
建設中の様子
(2012年7月21日撮影)

現在の新潟日報メディアシップ所在地には、かつては1973年（昭和48年）7月に開業した、ミナミ観光が運営する総合レジャービル「ミナミプラザ」が所在した（併設のビジネスホテル「ミナミプラザホテル」はのちに「スターホテル新潟」に改称）。

ボウリング場やサウナ、飲食店など同社運営のレジャー関連のテナントのほか、1階フロアには開業以来、紳士服店「第一サンキョウ（現在のゼビオ）」、パソコン店「ソフマップ」などがテナントとして出店していたが、老朽化のため2007年（平成19年）9月15日をもって閉鎖され、翌2008年（平成20年）春より撤去工事が行われ、整地された。
ミナミ観光はその後ダイア建設に跡地を譲渡し、同社等が中心となって商業施設や賃貸オフィス、スターホテル新潟の新店舗などを内包した複合ビルと同社の分譲マンションを建設して2009年（平成21年）秋のオープンを目指すとしていたが、ダイア建設が経営破綻し、またスターホテルの再出店計画も取り下げられるなどしたため、計画は具体化に至らず、時間貸し制の駐車場として仮供用されるに留まっていた。
2010年（平成22年）初頭になって、新潟日報社が本社機能を西区善久からミナミプラザ跡地へ移転する方針を明らかにし、同年9月に新社屋を内包した複合施設「新潟日報メディアシップ」の建設計画を公表。2011年春に着工し、2013年1月末に竣工、4月12日には一般向けスペースを含めてグランドオープンし、全面開業を果たした。
本社機能の移転に伴って西区の社屋は黒埼本社に改称し、引き続き紙面印刷の拠点として機能している。黒埼本社の敷地西側に所在した事務棟は本社移転後に老朽化等のため撤去され、跡地の一部は新潟日産自動車へ売却された。また新潟日報社では2014年（平成26年）9月12日付で黒埼本社に愛称「メディアポート」を付与し、同日に紙面製作の展示・体験施設「おもしろしんぶん館」のオープニングセレモニーを行い、9月24日から5人以上の団体を対象に予約制による公開を開始する。

## 施設
新潟日報社の本社機能をはじめ、同社と新潟放送が運営する文化施設、オフィスや商業施設などのテナントスペースが入る多機能ビルとなっている。

### 展望フロア

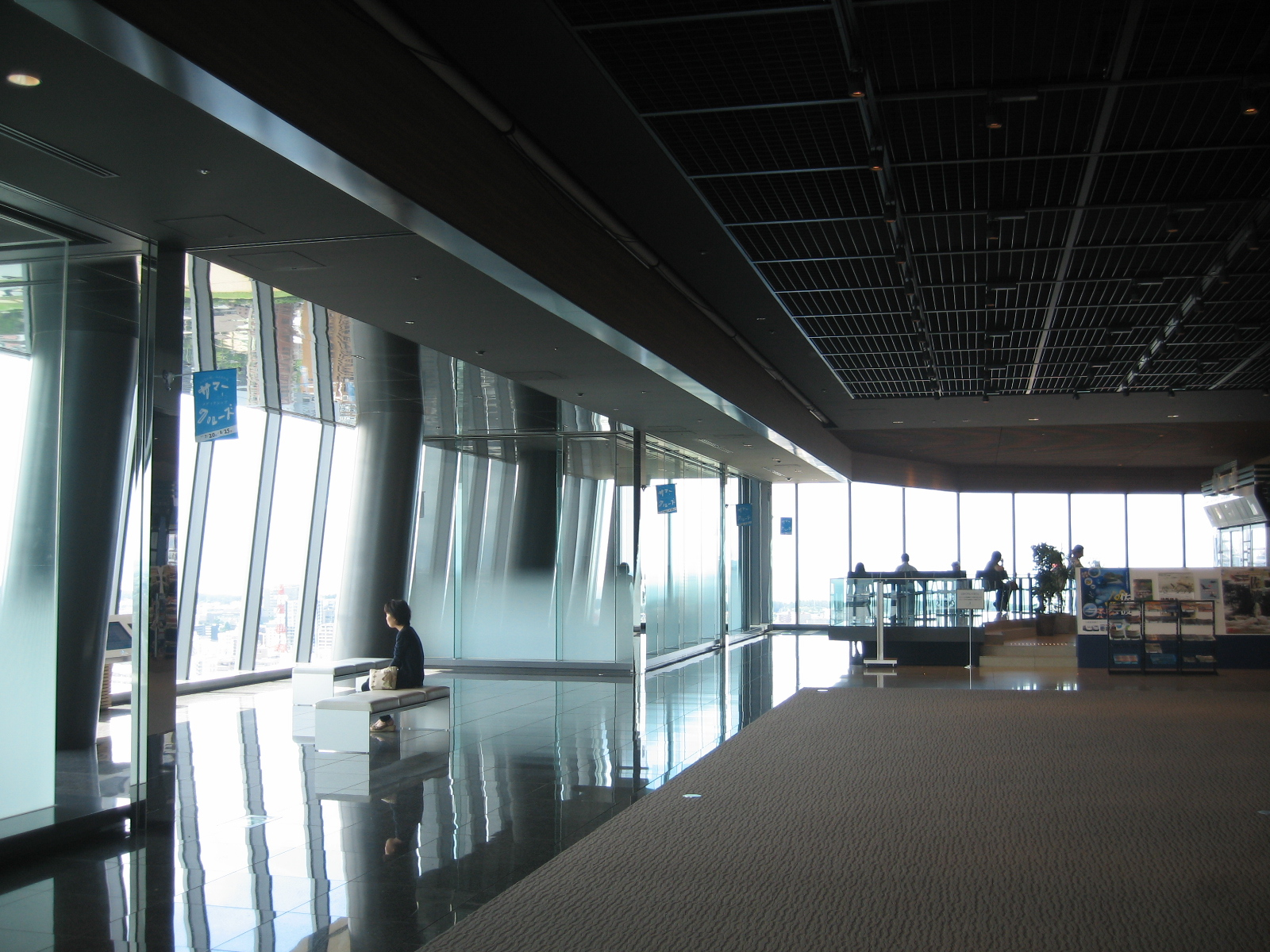
展望フロア

20階の展望フロア「そらの広場」は地上約100mに位置しており、眼下には信濃川や新潟市中心部および近郊、日本海、佐渡島などを望むことができる。中央部はイベントスペースとしての活用も可能である。

### 屋外テラス

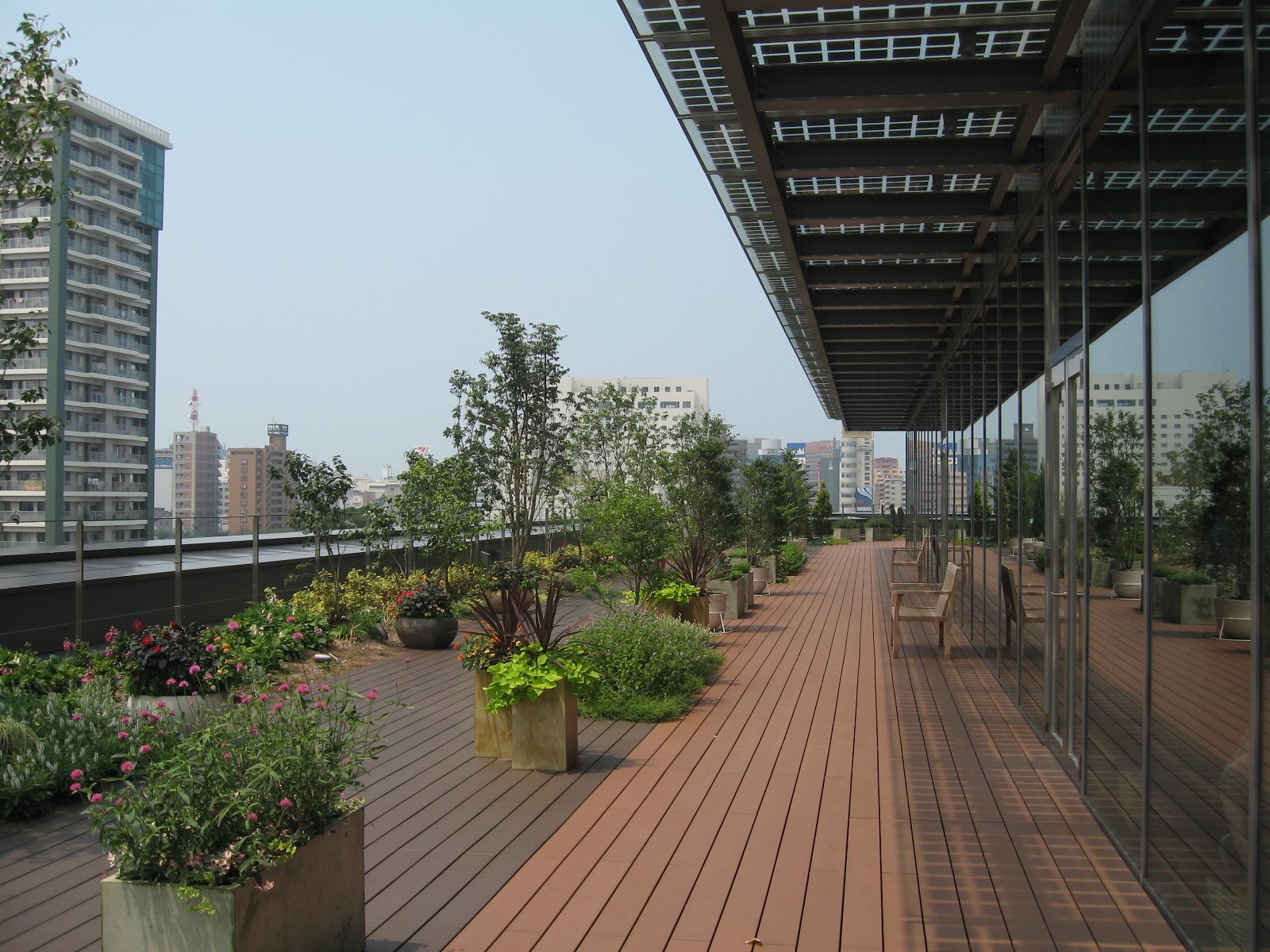
屋外テラス

4階の屋外テラス「みどりの広場」は、地上3階の低層部の屋上を利用して設けられたスペースである。外周部には数十種類の花や樹木が植栽された庭園が造成されているほか、東港線十字路側にはイベントスペースが設けられている。また高層部側から張り出す庇の屋上には太陽光パネルが設置されている。

### エントランスホール

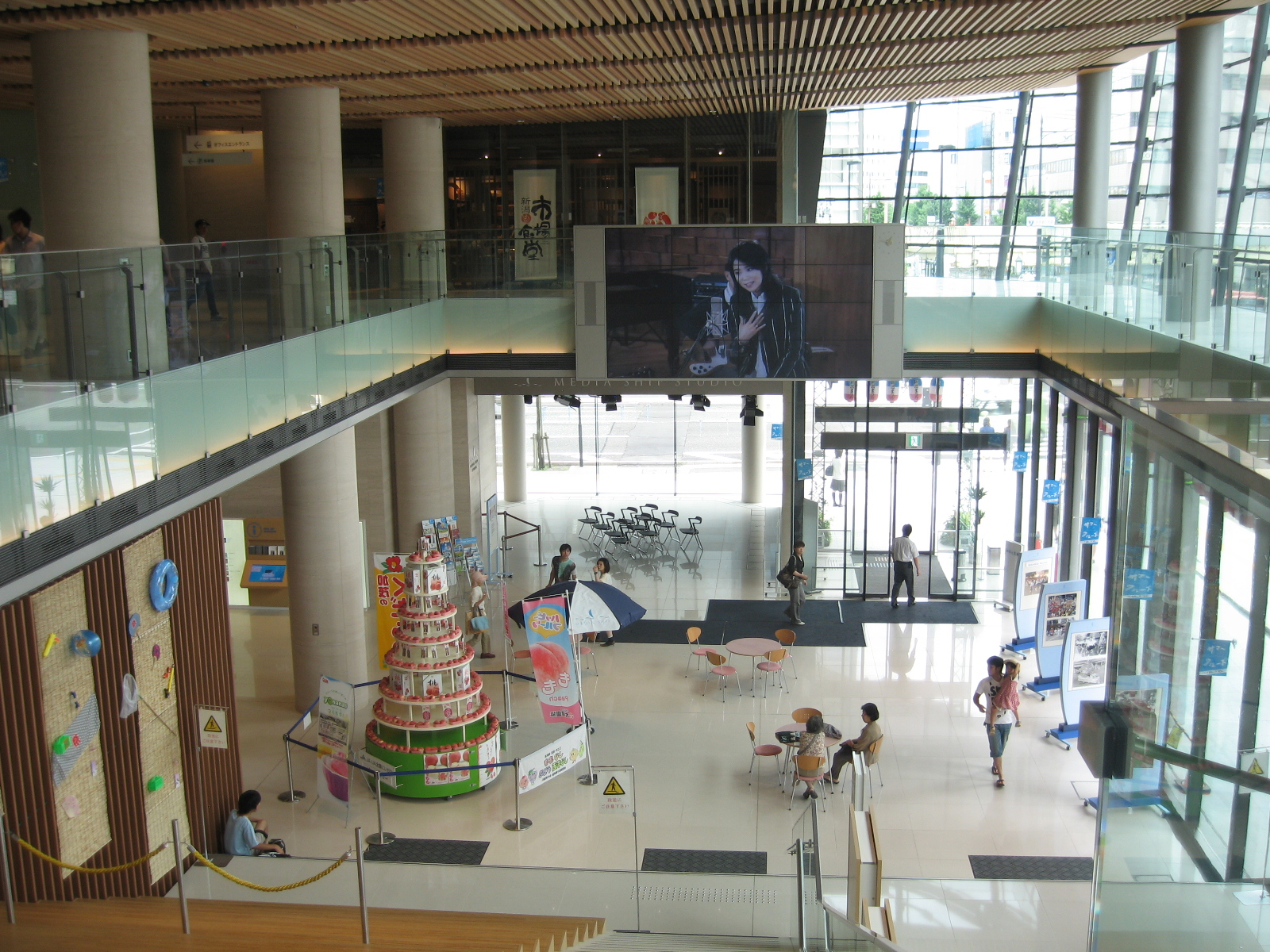
エントランスホール

1階のエントランスホール「みなと広場」は2階まで吹き抜け構造となっており、各種イベントの開催にも対応している。またイベント開催時には階段部分を客席として使用することも可能である。
メインエントランス横には新潟放送のサテライトスタジオ「メディアシップスタジオ」が設けられ、ラジオ・テレビ番組の生放送や収録が行われている。

### フロア構成
- 20階
  - そらの広場
  - スカイラウンジカフェ
- 19階
  - FRENCH TEPPAN 静香庵
  - 日本料理 松扇
  - 廻船問屋 日本海
  - 叙々苑
- 18階～14階 新潟日報社メディアフロア
  - 新潟日報社
- 8階～13階 オフィスフロア
  - 13階　新潟放送 本社事業局、BSNウェーブ

13階には、新潟放送の本社機能の一部が置かれている。
- 7階
  - 新潟日報カルチャースクール・メディアシップ教室
- 6階
  - 4大学メディアキャンパス
  - ナレッジルーム
  - 日報子どもマリーナ
- 5階
  - にいがた文化の記憶館
  - 新潟市會津八一記念館

2014年8月1日、中央区西船見町より移転開館。
- 4階
  - みどりの広場
  - 新潟日報カルチャースクール・特別講座室 ガーデンルーム
  - TOKIO garden
  - Total Plants 花空間むつみ
  - Restaurant Passione
- 3階
  - メディアシップ健康げんき倶楽部
  - 健康情報コーナー「医療のまちあい室」
  - 新潟日報事業社 保険サービスショップ
  - スマイルキッズデンタルパーク
  - オールアルビレックスミュージアム
- 2階
  - 日報ホール
  - 日報ギャラリーえん
  - 四川飯店 新潟

前述のミナミプラザの運営企業、ミナミ観光が運営する中華料理店。ミナミプラザにもテナントとして出店していた。閉鎖に伴って撤退したが、メディアシップ開業に合わせて再出店した。
  - シャモニー es 万代メディアシップ店
  - 柳麺 竜胆（Ramen Rindou）
- 1階
  - みなと広場
  - メディアシップスタジオ
  - 新潟日報情報館「COMPASS」
  - メディアシップラウンジ
  - インフォメーションセンター　えん
  - ファミリーマート メディアシップ店
  - 情報工房DOC 万代メディアシップ店
  - フレッシュネスバーガー
  - 第四北越銀行本店営業部 メディアシップ出張所 (ATM)

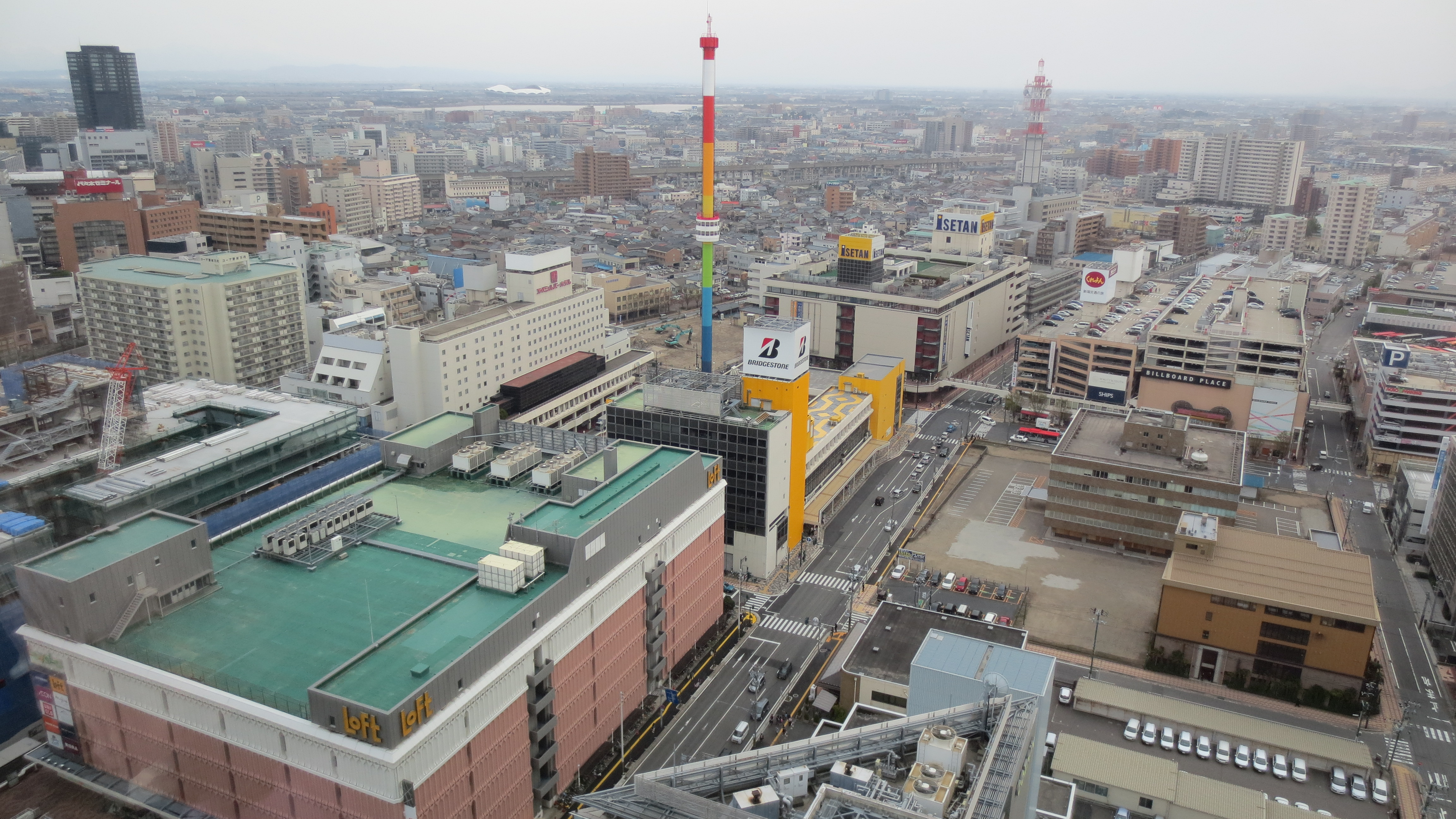
展望フロアから万代シテイ方向を望む。
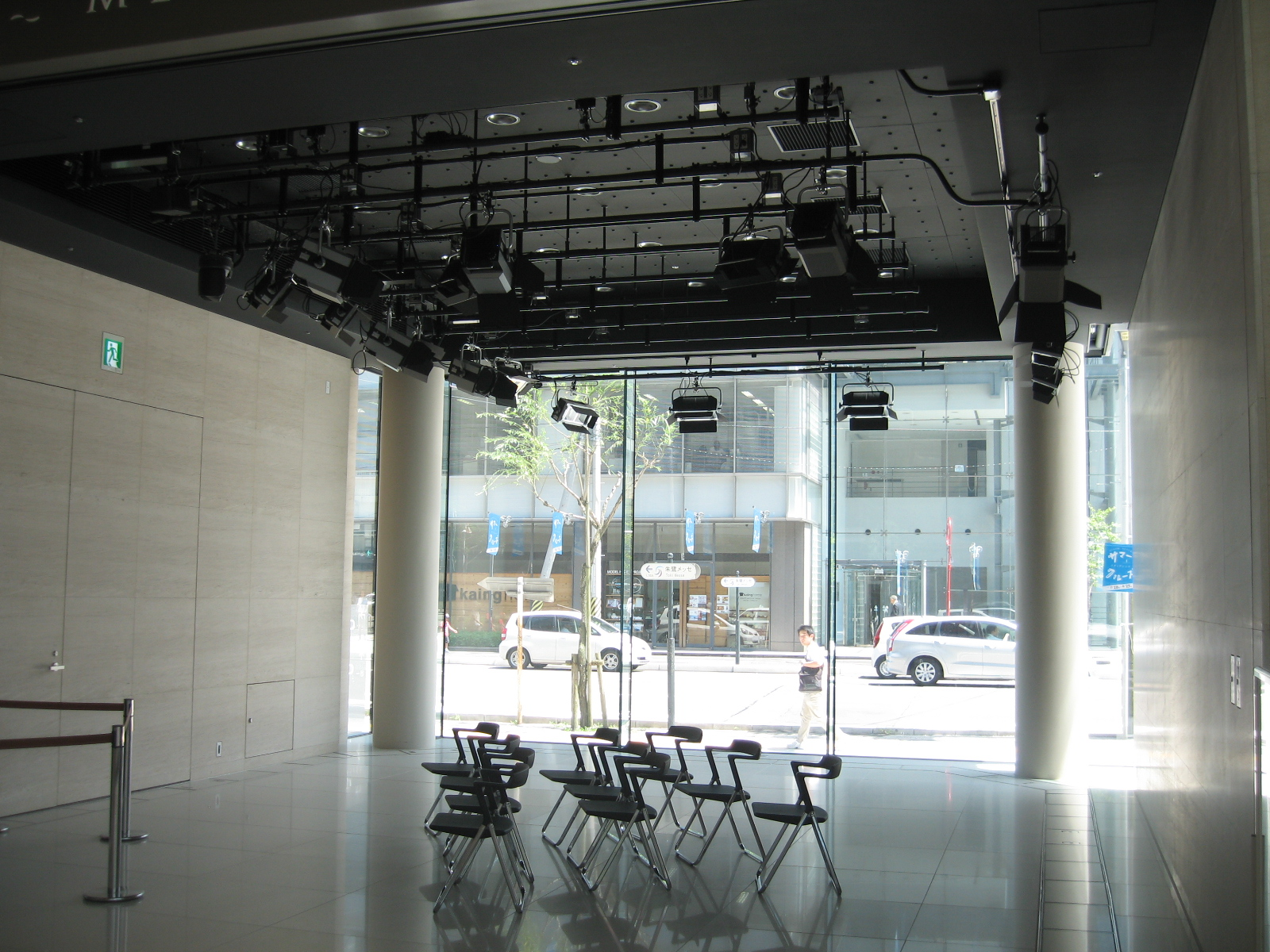
メディアシップスタジオ
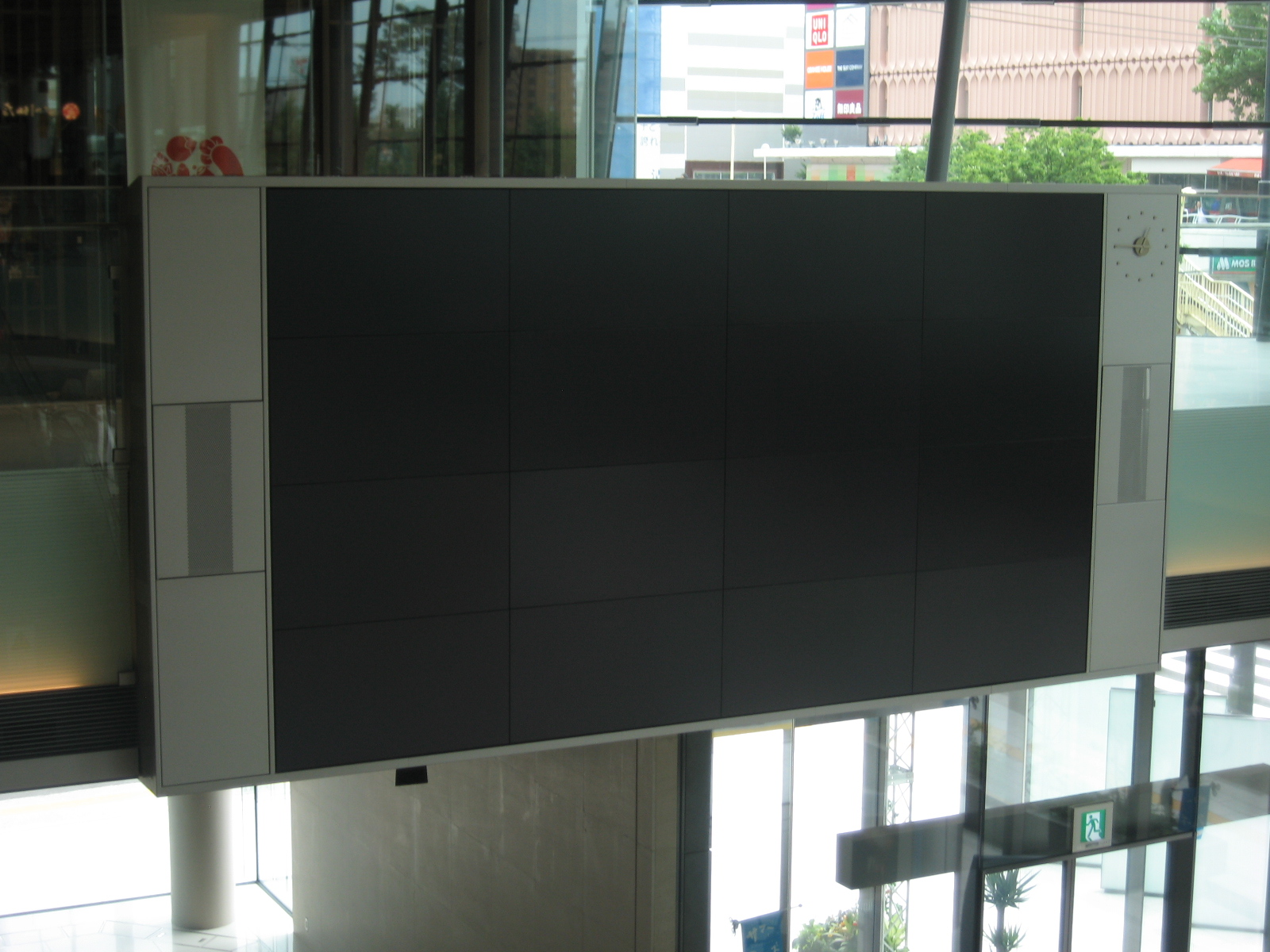
エントランスホールに設置されている大型映像装置

## 交通
- 新潟駅万代口から徒歩約10分
- BRT萬代橋ライン、信濃町線（C3）、有明線（W1）、西小針線（W2）「万代シテイ」停留所（ラブラ前 8・9・10番のりば）から徒歩約1分
- このほか、新潟駅万代口バスターミナル各番線から新潟交通の下記路線バスで「新潟日報メディアシップ」停留所下車すぐ
  - 3番線から佐渡汽船線「朱鷺メッセ・佐渡汽船」行
  - 9番線から空港・松浜線「E20 松浜」「E21 船江町」「E22 新潟空港」「E23 新潟競馬場」「E24 北部営業所」「E25 新潟医療福祉大学」「E26 太郎代浜」行
  - 10番線から河渡線「E30 向陽三丁目・下山スポーツセンター」「E31 海老ケ瀬木工団地・下山スポーツセンター」行